# 南八幡町 (静岡市)
南八幡町（みなみやはたちょう）は静岡県静岡市駿河区にある地名である。丁番を持たない単独町名である。住居表示実施済み。

## 地理
駿河区の中央部に位置し、北に八幡、南に登呂、西に石田、東に有東と隣接している。

## 歴史
- 1970年4月1日 - 静岡市八幡、有東、石田の各一部より新設、住居表示実施。八幡山の南に位置するため南八幡町と名付けられた。[4]

## 世帯数と人口
2020年（令和2年）10月1日現在の世帯数と人口は以下のとおりである。
| 町丁     | 世帯数  | 人口    |
| -------- | ------- | ------- |
| 南八幡町 | 438世帯 | 1,027人 |

## 小・中学校の学区
市立小・中学校に通う場合、学区は以下のとおりとなる。
| 全域     | 小学校             | 中学校             |
| -------- | ------------------ | ------------------ |
| 南八幡町 | 静岡市立南部小学校 | 静岡市立高松中学校 |

## 施設
- 静岡市駿河区役所
- 静岡市立南部図書館
- 静岡市南部生涯学習センター
- 城南静岡高等学校・中学校
- 静岡市立南部小学校